# Aviânio Vindiciano
Aviânio Vindiciano (em latim: Avianius Vindicianus) foi um oficial romano pagão do final do século IV. Suas origens e parentesco são incertos. Os autores da PIRT sugeriram que seu nome "Aviânio" pode indicar que ele foi filho de Lúcio Aurélio Aviânio Símaco e irmão de Aviânio Valentino, Celsino Ticiano e Quinto Aurélio Símaco. Aviânio casou-se em data com Nônia Máxima, possível filha de Nônio Tineio Tarrutênio Ático e irmã do prefeito pretoriano da Itália e cônsul posterior Nônio Ático Máximo.
Em data incerta, Aviânio, que era homem claríssimo, exerceu a função de consular da Campânia. Os autores da PIRT sugerem que pode ser associado ao vigário Vindiciano. Ele foi mencionado em sete inscrições, três delas oriundas respectivamente de Terracina (3-5), Equana (X 763) e Putéolos (X 1683) e outra de um aqueduto da margem esquerda do rio Tibre. Da inscrição de Terracina se sabe que reparou estátuas e termas nesta localidade. Numa outra inscrição, classificada como VI 31005, Aviânio faz uma dedicação ao deus Silvano.